# Anabarhynchus indistinctus
Anabarhynchus indistinctus är en tvåvingeart som beskrevs av Lyneborg 1992. Anabarhynchus indistinctus ingår i släktet Anabarhynchus och familjen stilettflugor. Inga underarter finns listade i Catalogue of Life.